# Hörselberg-Hainich
Hörselberg-Hainich est une commune allemande de l'arrondissement de Wartburg, Land de Thuringe.
Hörselberg-Hainich est née de la fusion de Behringen et de Hörselberg en décembre 2007. 

## Géographie
Le territoire de Hörselberg-Hainich est traversé par la Nesse et l'Hörsel.
| Berka vor dem Hainich Mülverstedt | Weberstedt           | Schönstedt                               |
| Eisenach                          | Hörselberg-Hainich   | Bad Langensalza                          |
| Wutha-Farnroda                    | Hörsel Waltershausen | Wangenheim Brüheim Friedrichswerth Haina |

### Quartiers

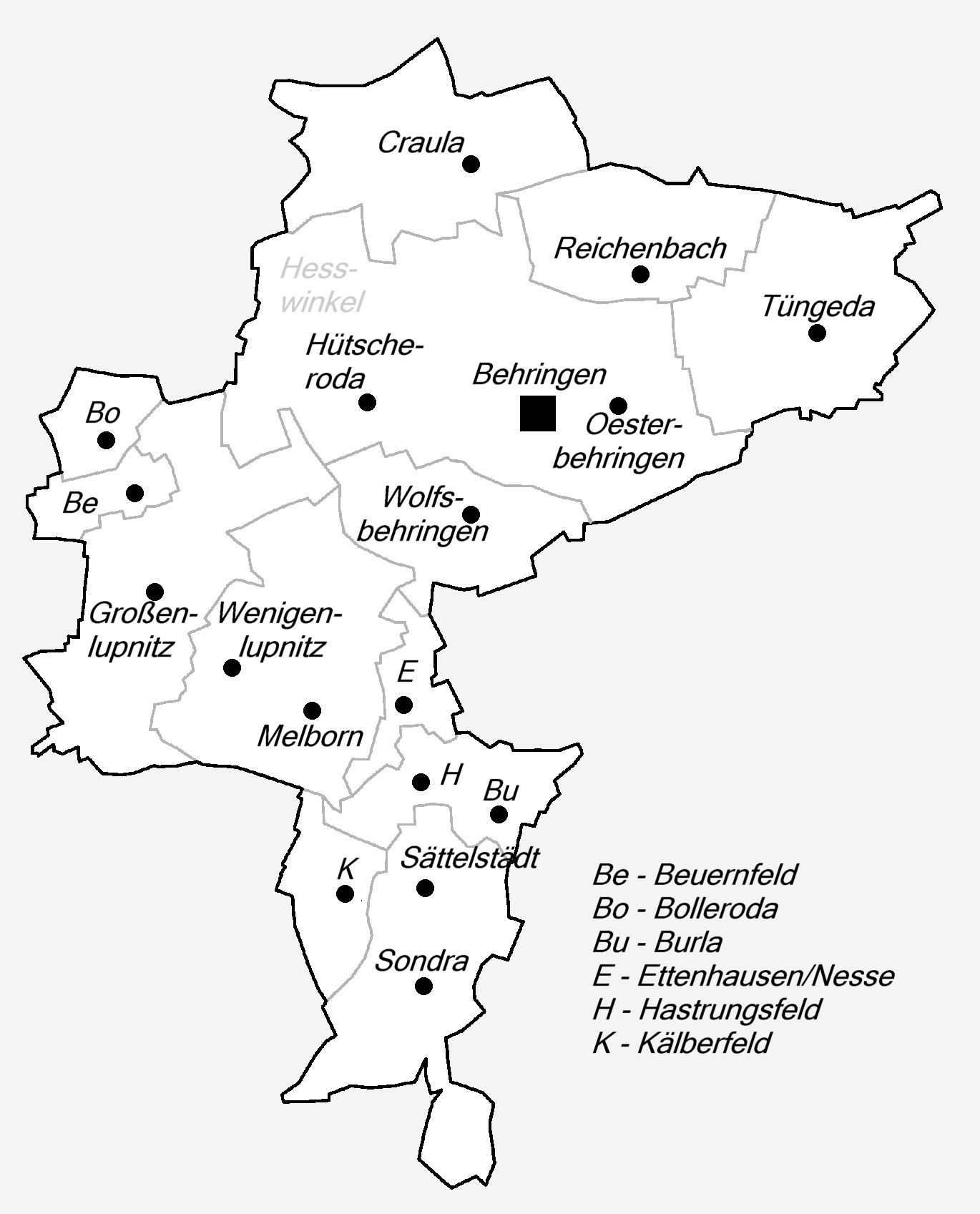
Les quartiers de Hörselberg-Hainich

La commune de Hörselberg-Hainich comprend 17 quartiers :
| Quartier                 | Altitude | Nombre d'habitants (30 sept 2015) |
| ------------------------ | -------- | --------------------------------- |
| Behringen                | 282      | 1506                              |
| Beuernfeld               | 254      | 116                               |
| Bolleroda                | 260      | 85                                |
| Burla                    | 287      | 96                                |
| Craula                   | 432      | 322                               |
| Ettenhausen an der Nesse | 253      | 136                               |
| Großenlupnitz            | 231      | 763                               |
| Hastrungsfeld            | 302      | 113                               |
| Hütscheroda              | 315      | 71                                |
| Kälberfeld               | 260      | 231                               |
| Melborn                  | 238      | 181                               |
| Reichenbach              | 322      | 355                               |
| Sättelstädt              | 264      | 560                               |
| Sondra                   | 275      | 151                               |
| Tüngeda                  | 284      | 490                               |
| Wenigenlupnitz           | 234      | 772                               |
| Wolfsbehringen           | 290      | 443                               |

## Histoire
Sättelstedt est mentionné pour la première fois sous le nom de "Setinstete" en 1015 ou en 1018.
La commune de Hörselberg est créée en janvier 1996 de la fusion de cinq municipalités. Behringen est né de la fusion de Großenbehringen et d'Oesterbehringen en 1950. En juillet 1999, quatre communes fusionnent avec Behringen.

## Infrastructures
Hörselberg-Hainich se trouve sur la Bundesautobahn 4 et sur la ligne de Bebra à Halle.

## Personnalités liées à la commune
- Jacob Bach (1655-1718), musicien né à Wolfsbehringen.
- Ernst Wilhelm Wolf (1735-1792), compositeur né à Großenbehringen.
- Otto Schiek (1898-1980), homme politique.
- Dagmar Schipanski (1943-2022), femme politique né à Hörselberg-Hainich.